# 솔라리스 (운영체제)
솔라리스(Solaris)는 썬 마이크로시스템즈에서 개발한 컴퓨터 운영체제이다. 자유 소프트웨어 형태의 CDDL에 기반한 오픈솔라리스가 공개되었다. 유닉스 표준 인증을 받았다.

## 역사
1990년대 초반 썬은 자신들의 운영체제인 SunOS 4를 가지고 있었다. 그 뒤에 솔라리스 2가 나오면서 SunOS 4는 솔라리스 1이라는 이름을 가지게 되었다. 한편 SunOS라는 용어는 솔라리스의 핵심을 이야기하는 데 아직도 사용하고 있고, 솔라리스 2의 별명은 SunOS 5이기도 하다. 솔라리스 2.5 이후의 버전은 사소한 업그레이드 버전이었으나, 솔라리스 2.7 이후는 솔라리스 7으로 불렀다.
한편 SunOS라는 명칭도 여전히 사용되고 있으며, 솔라리스의 커널 버전(ON: OS/Networking)으로 부르고 있다. 솔라리스 7 이후의 버전을 지칭할 때 커널 버전은 SunOS 5.7라고 불린다. 이를테면 솔라리스 10의 커널 버전은 SunOS 5.10이다.
현재 발표되어 있는 최신 버전은 솔라리스 11.4 (2018년 8월 28일)이다.

## 지원하는 아키텍처
솔라리스는 SPARC, x86, AMD64, IA-32, EM64T 아키텍처를 지원하며 이들에 대해서 공통 코드 기반(Common Code Base)를 사용한다. 과거 솔라리스 2.5.1은 파워PC로 포팅하려고 했으나 취소된 바 있다. 솔라리스는 다중 프로세서 환경에서 잘 작동하며, 솔라리스 10은 리눅스 ABI를 구현할 예정이다. (opensolaris 빌드 49버전에 구현되어 있다.)
솔라리스는 선의 스팍 하드웨어와 잘 어울리며 썬의 하드웨어 부분과 썬의 소프트웨어 부문이 합쳐진 뒤에는 선의 마케팅은 스팍 프로세서와 솔라리스 운영체제를 함께 판다는 것이었으나 솔라리스10 이후부터는 썬은 모든 플랫폼에서 작동하는 솔라리스 개발 및 공급을 하고 있다. 솔라리스가 설치된 시스템은 대부분이 썬이었던 지난 시절과는 달리 지금은 x86, AMD64, EM64T 등 다양한 환경에서 지원되고 사용되고 있다.

## 데스크톱 환경
처음에 나온 솔라리스 데스크톱 환경은 OpenWindows였다. 이는 솔라리스 2.5에서 처음 등장했으며 공통 데스크톱 환경(CDE)을 기반으로 한다. 썬의 자바 데스크톱 시스템(Java Desktop System)은 그놈을 기반으로 하며 솔라리스 10에 포함된다.

## 라이선스
솔라리스 소스 코드는 오픈솔라리스 프로젝트에 의해서 공통 개발 및 배포 라이선스(CDDL)로 배포된다. 이 라이선스는 OSI가 승인했지만 GNU 일반 공중 사용 허가서와는 호환되지 않는다고 본다.
2005년 6월 14일 오픈솔라리스가 개발되기 시작되었다. 이는 무료로 다운로드 받을 수 있으며, 이를 기반으로 하는 NexentaOS 같은 변종도 존재한다. 가상화 기술 Xen 지원 같은 작업이 이 위에서 이루어지고 있다. 선은 솔라리스의 다음 버전부터는 오픈솔라리스를 기반으로 한다고 발표하였고 이는 레드햇 엔터프라이즈 리눅스와 페도라의 관계와 비슷하다.

## 버전
| 솔라리스 버전  | SunOS 커널 버전 | 배포일                            | 설명 |
| -------------- | --------------- | --------------------------------- | --- |
| 솔라리스 11.4  | SunOS 5.11      | 2018-08-28                        | 안전한 샌드박스 모드 추가 |
| 솔라리스 11.3  | SunOS 5.11      | 2015-10-26                        | Solaris 커널 영역의 실시간 마이그레이션, 커널 영역에 대한 InfiniBand 지원, Solaris 영역의 가상 시계, ZFS LZ4, SMB 2.1, 개인 VLAN, IPoIB의 VNIC, 정기 및 예약 서비스, 맞춤형 규정 준수보고, OpenBSD 5.5 패킷 필터, 지연된 덤프, OpenStack Juno와 통합 |
| 솔라리스 11.2  | SunOS 5.11      | 2014-04-29                        | 통합 하이퍼 바이저, 커널 영역, 전체 OpenStack 배포, 소프트웨어 패치 및 업데이트 자동화 및 기타 패키징 개선, 소프트웨어 정의 네트워킹 |
| 솔라리스 11.1  | SunOS 5.11      | 2012-10-03                        | 설치 프로그램 향상, 서비스 관리 기능 구성 개선, 영역 개선, 주소 공간 레이아웃 무작위화, pfedit 명령을 사용하여 관리 파일을 편집할 수 있는 파일별 권한                                                                                                |
| 솔라리스 11    | SunOS 5.11      | 2011-11-09                        | 네트워크 가상화, 롤 형태의 root, UEFI 부팅, 울트라스팍 II, III, IV, IA-32 아키텍처 지원 제거 |
| 솔라리스 10    | SunOS 5.10      | 2005-01-31                        | 동적 추적 (DTrace), 솔라리스 컨테이너, init.d를 대체하는 Service Management Facility (SMF), iSCSI, GNOME 기반의 자바 데스크톱 시스템 지원, x64(EM64T, AMD64) 지원1                                                                                   |
| 솔라리스 9     | SunOS 5.9       | 2002-05-22(스팍), 2003-01-10(x86) | 솔라리스 볼륨 매니저, 디렉터리 서버, 리소스 매니저 |
| 솔라리스 8     | SunOS 5.8       | 2000-02                           | 멀티패스 입출력, 역할 기반 접근 제어 (RBAC). 마지막 업데이트는 솔라리스 8 2/04. |
| 솔라리스 7     | SunOS 5.7       | 1998-11                           | 64비트 지원 |
| 솔라리스 2.6   | SunOS 5.6       | 1997-07                           | Kerberos 5, PAM, 트루타입 글꼴, WebNFS |
| 솔라리스 2.5.1 | SunOS 5.5.1     | 1996-05                           | UID (uid_t)를 32비트로 확장 |
| 솔라리스 2.5   | SunOS 5.5       | 1995-11                           | 울트라 1 지원 |

## 같이 보기
- Boot prom